# Messier 85
Messier 85 (M85 ili NGC 4382) je lećasta galaksija u zviježđu Berenikinoj kosi. Galaksiju je otkrio Pierre Méchain 4. ožujka 1781. godine. Izvješće o pronalasku objekta Méchain je poslao svom prijatelju i suradniku Charlesu Messieru koji je nakon toga detaljno pretražio područje neba oko M85. Prilikom pretraživanja otkrio je još 7 galaktika i kuglasti skup Messier 92.

## Svojstva
Vrlo je oskudan neutralnim vodikom i vrlo je složene vanjske strukture s ljuskama i namreškanjima za koje se misli da ih je prouzročilo spajanje koje se dogodilo između 4 i 7 milijarda godina, kao i relativno mlada (<3 milijarde godina stara) zvjezdana populacija u samom središnjem predjelu, neka od njih u prstenu, koji je možda nastao poznim nastankom zvijezda.
M85 je najsjeverniji član skupa Virga. Svojim izgledom i karakteristikama, M85 je veoma slična M84. Udaljenost M85 od nas je oko 60 ± 4 milijuna svjetlosnih godina. Njene prividne dimenzije su 7.1' x 5.5' što odgovara stvarnim dimenzijama od 124.000 x 96.000 svjetlosnih godina. Prema dosadašnjim saznanjima, cijela galaktika se sastoji samo do starih žutih zvijezda. U blizini Messiera 85 nalazi se malena spiralna prečkasta galaktika NGC 4394 udaljena oko 8'. Čini se da te dvije galaktike tvore fizički par.
Do danas je otkrivena samo jedna supernova u galaksiji, 1960R, čiji je sjaj dosegao + 11.7 magnituda.

## Amaterska promatranja
M85 je lako uočljiva u 200 mm-skom teleskopu. Nije osobito sjajna i ne pokazuje nikakve detalje. Središte galaktike je veoma sjajno i to jedini detalj strukture vidljiv. Zvijezda magnitude + 10 nalazi se oko 4' južno od središta galaksije.

## Vanjske poveznice
- (eng.) SEDS: NGC 4382
- (eng.) Revidirani Novi opći katalog
- (eng.) Izvangalaktička baza podataka NASA-e i IPAC-a
- (eng.) Astronomska baza podataka SIMBAD
- (eng.) VizieR
- Skica M85